# Crònica d'un amor efímer
Crònica d'un amor efímer (títol original en francès, Chronique d'une liaison passagère) és una comèdia dramàtica i romàntica francesa dirigida per Emmanuel Mouret i estrenada l'any 2022 al 75è Festival Internacional de Cinema de Canes. S'ha subtitulat al català.

## Argument
Durant una festa, Charlotte, una mare soltera, coneix Simon, un home casat. Aquesta nova parella accepta veure's només per diversió. Tots dos creuen que la seva relació no passa de ser una aventura sexual corrent, lliure de sentiments profunds o romàntics. Amb el temps, però, l'una i l'altre se sorprenen dels forts vincles que els lliguen.